# François Gachot
François Gachot (Limoges, 1901. július 26. – Párizs, 1986. július 23.) francia író, pedagógus, a magyarországi francia nagykövetség kulturális attaséja 1944 és 1949 között, később Jean Cocteau titkára.

## Életpályája
A La Nouvelle Revue française köréhez tartozott. Fiatal íróként a francia külügyminisztérium küldte Magyarországra 1924 novemberében, negyedszázadot élt Budapesten a második világháború előtt. Ez idő alatt franciát tanított az Eötvös József Collegiumban, emellett a francia kulturális intézet igazgatói posztját is betöltötte. Magyar költők, írók műveit fordította franciára, néhány év alatt megtanult magyarul.
1926-tól a Nyugat folyóiratban is publikált, rendszeresen ismertette a modern kortárs francia irodalmat. Szoros baráti kapcsolatba került Babits Mihály irodalmi körével. 
1986-ban a Művelődési Minisztérium Pro Cultura Hungarica emlékplakettel tüntette ki. Főbb műve az 1953-ban írt Les amants de Budapest, melyet Budapesti szerelmesek címmel fordított le Szávai Nándor.
Franciára fordította Krúdy Gyula két regényét, Az útitársat és a Bukfencet, valamint Balanyi György A magyar nemzet története című művét.
A Rajk-per kapcsán 1949-ben francia követség attaséjaként az akkori politikai erők hatására el kellett hagynia az országot; csak jóval később, a hetvenes években tért vissza.

## Magyarul
- Kakas Ferkó diadala; Cserépfalvi, Bp., 1944
- Diener-Dénes Rudolf; előszó Illyés Gyula, kéziratból ford. Illyés Mária; Corvina, Bp., 1976 (A művészet kiskönyvtára)
- Budapesti szerelmesek. Regény; ford., utószó Szávai Nándor; Európa, Bp., 1979